# Mira Boumejmajen
Mira Boumejmajen est une gymnaste artistique française, née le 6 juin 1995 à Vierzon.
Elle a notamment participé aux Jeux olympiques de Londres en 2012.

## Biographie

### Ses débuts
Mira commence la gymnastique en 2004 à l'âge de 9 ans à Vierzon au club de La Vierzonnaise avec comme entraîneur Valérie Sajot. Un an et demi après, elle part de chez elle pour Orléans au Centre de ressources, d'expertise et de performance sportives (CREPS) où elle s'entraîne pendant presque deux ans avec Pierre et Angélique Ettel. À l'âge de 12 ans, elle intègre le pôle France de gymnastique de Marseille sous les conseils d'Angelo Ritorto. Trois ans plus tard, elle intègre l'Institut national du sport, de l'expertise et de la performance (INSEP), entraînée par Éric et Cécile Demay. Elle fait partie de l'équipe de France de gymnastique depuis la saison 2007/2008.

### Sa carrière en juniors
Lors des Championnats de France à Auxerre en 2008, Mira devient championne de France pour la première fois. En 2009 à Liévin, en junior elle est de nouveau championne de France de son année d'âge et Championne de France en Poutre toutes années d'âge confondues, ainsi que vainqueur des Coupes Nationales à Lyon.
En 2010, elle participe pour la première fois aux Championnats d'Europe où elle termine quatrième par équipe et se classe quinzième au classement individuel. La même année à Albertville, elle termine troisième au Championnat de France, Championne de France aux barres, vice-championne de France au sol.

### Sa carrière en seniors
En 2011, elle participe au Woga Classic (en), une compétition américaine, c'est sa première compétition en tant que Senior. Elle termine sixième et deuxième aux barres asymétriques derrière Jordyn Wieber. Cette année-là lors des championnats de France, elle finit troisième à la Poutre. Elle dispute les Championnats d'Europe individuel à Berlin. Elle participe aussi au Championnat du Monde de Tokyo où elle y est comme première remplaçante.
En 2012, malgré un début d'année difficile (blessée), Mira réussit à être qualifiée de justesse pour les Jeux olympiques de Londres. Elle y fait onzième par équipe.
En 2013, elle termine 52e des qualifications lors des championnats du monde d'Anvers, ne parvenant pas à se qualifier pour la finale du concours général.
Le 3 juin 2015, elle annonce la fin de sa carrière professionnelle à la suite d'une blessure au pied.

## Palmarès

### Jeux olympiques 2012
- 11e par équipe

### Championnat du monde
- Remplaçante lors des Championnats du monde 2011 à Tokyo
- Éliminée (52e) lors des qualifications des championnats du monde 2013 d'Anvers

### Championnat d'Europe
- 2010 Birmingham
  - 4e par équipe
  - 15e au général
  - 8e aux barres asymétriques
- 2011 Berlin
  - participation à la poutre et aux barres

### Massilia Gym Cup
- 2009
  - 4e
- 2010 
  - 2e
- 2011
  - 5e
- 2012
  - 4e
- 2013
  - meilleure française

### Coupes du monde
1. Doha
2. Cottbus
3. Top Gym

### Compétitions internationales
- 2009 ARQUES 
  - 2e par équipe
- 2009 FOJE
  - 8e aux barres asymétriques
  - 5e par équipe
- 2010 France/Suisse/Allemagne
  - 1re par équipe
  - 3e en individuel
- 2010 Woga Classic (en)
  - 6e au général
  - 2e aux barres asymétriques
- 2012 France/Roumanie/Allemagne/Italie
  - meilleure française

### Championnat de France
- 2007 Auxerre
  - Championne de France
- 2008 Valenciennes
  - Championne de France
- 2009 Liévin
  - Championne de France
  - Championne de France à la poutre
- 2010 Albertville
  - 3e
  - Championne de France aux Barres
  - Vice-championne de France au sol
  - 4e à la poutre
- 2011 Toulouse
  - 3e à la poutre
- 2013 Mulhouse
  - Vice-championne de France
  - Championne de France à la poutre

### Coupes nationales
- 1re en 2008
- 2e en 2009
- 2e en 2010
- 1re en 2013